# 小行星3507
小行星3507（英語：3507 Vilas）是一颗围绕太阳公转的小行星。1982年10月21日，愛德華·鮑威爾在可可尼诺县发现了此天体。
这颗小行星的绝对星等为183.8481814446592等。